# Johann Christoph Wagenseil

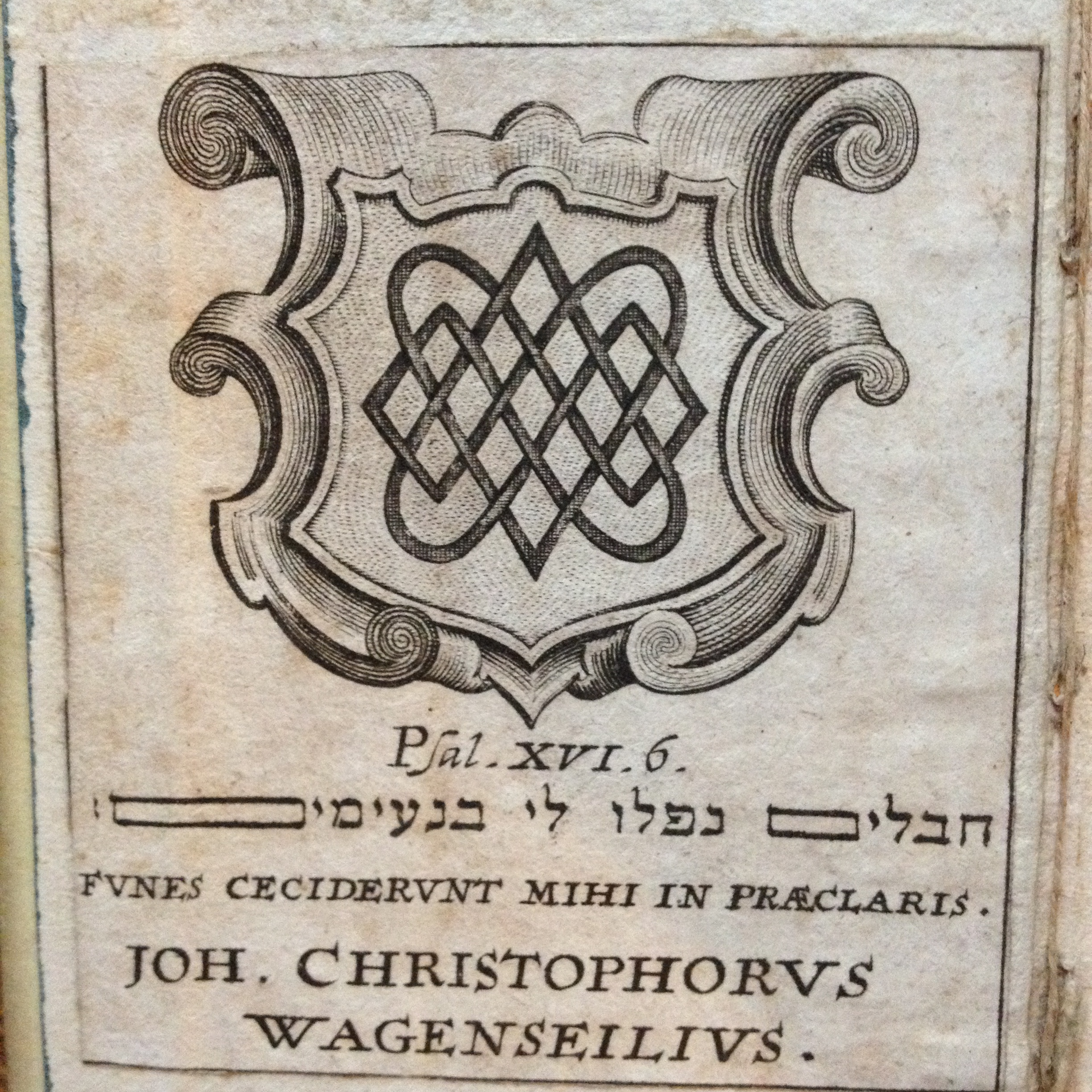
Exlibris (Johann Christoph Wagenseil)

Johann Christoph Wagenseil (26. listopadu 1633, Norimberk – 9. října 1705, Altdorf) byl německý polyhistor, především filozof, orientalista (hebraista), právník.

## Život
Wagenseil vystudoval uznávanou norimberskou univerzitu v Altdorfu a po celý život se věnoval výchově synů a dcer významných šlechtických rodin v Bavorsku a v dědičných rakouských zemích. V 50.–60. letech 17. století, po skončení třicetileté války podnikal studijní cesty se svými žáky po Evropě a dostal se i do Orientu. Právě z těchto cest si přinesl svůj zájem o židovské náboženství a Židy obecně. Doktorem práv byl promován na univerzitě v Orleánsu a od roku 1667 byl řádným profesorem veřejného práva a dějin na svém domovském učilišti v Altdorfu. Zároveň se začal věnovat i politice a v říšském městě Norimberk se stal členem městské rady. V roce 1674 pak převzal v Altdorfu stolici orientalistiky a v roce 1697 stolici kanonického práva. Wagenseil zemřel v roce 1705. Zůstala po něm bohatá knihovna, jíž odkázal své alma mater v Altdorfu a městské knihovně v Lipsku. Po zrušení norimberské univerzity na počátku 19. století byla Wagenseilova knihovna převezena na univerzitu v Erlangenu, kde byla na počátku 90. let 20. století rekonstruována. Knihovna umístěná v Erlangenu obsahuje 300 svazků, z nichž 150 je hebrejských psaných pro židy, 55 knih psáno hebraisty pro křesťany a zbylých 95 svazků se věnuje orientálním jazykům od perštiny, přes syrštinu, arabštinu až po japonštinu. Jeho vzdáleným příbuzným byl Georg Christoph Wagenseil, skladatel, který působil ve Vídni na dvoře císařovny Marie-Terezie.

## Dílo
Wagenseil se stal známým především svými dějinami Norimberka „Von der Meister Singer hold seligen Kunst“, které se staly předlohou pro Wagnerovu operu „Mistři pěvci norimberští“. Podílel se i na dobově populárních encyklopedických dílech, např. „Pera librorum juveniliím“. Jeho hebraistické dílo se skládá především ze spisů obhajujících židy. Přeložil z hebrejštiny do latiny práci „Tela Ignea Satanae“, což byla suma antikřesťanských hebrejských textů. Součástí tohoto spisu byla i polemická historie života Ježíše Krista „Libellus Toldos Yeshu“, v níž se tvrdilo, že skutečným otcem Krista byl římský legionář Pandira a matkou prostitutka. Ve své době byl Wagenseil velkou výjimkou, učencem, který se snažil o dialog mezi judaismem a křesťanstvím, člověkem, který byl prost dobově většinového křesťanského antijudaismu. K dalším známým dílům patří „Disputatio Circularis de Judæis“ (Altdorf, 1705), „Belehrung der Jüdisch-Teutschen Red- und Schreibart“ (Královec 1699), „Rabbi Moses Stendal's nach Jüdischer Rede-Art Vorlängst in Reimen Gebrachte Psalmen Davids“, (Lipsko 1700) apod.